# Luftmassenmesser

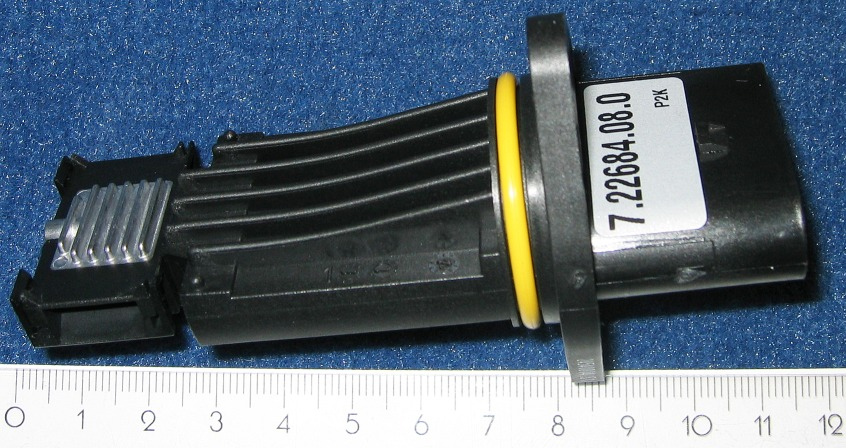
Luftmassenmesser Typ Pierburg mit Einbauflansch; der Sensor befindet sich ganz links

Ein Luftmassenmesser oder kurz LMM (auch mass air flow meter (MAF), Luftmassensensor bzw. LMS) ist ein in der Regelungs- und Messtechnik eingesetzter Durchflusssensor, der die Masse der pro Zeitspanne durchströmenden Luft (den Massenstrom) bestimmt.
Der gemessene Massestrom der Luft ist proportional zur molaren Menge des enthaltenen Sauerstoffs und kann daher zur Regelung von Verbrennungsprozessen, insbesondere in Verbrennungsmotoren, herangezogen werden.
Gleichwertig mit dem Massestrom ist der auf den Normzustand der Luft bzw. des Gases bezogene Volumenstrom.

## Gewinnung der Messgröße für Verbrennungsprozesse

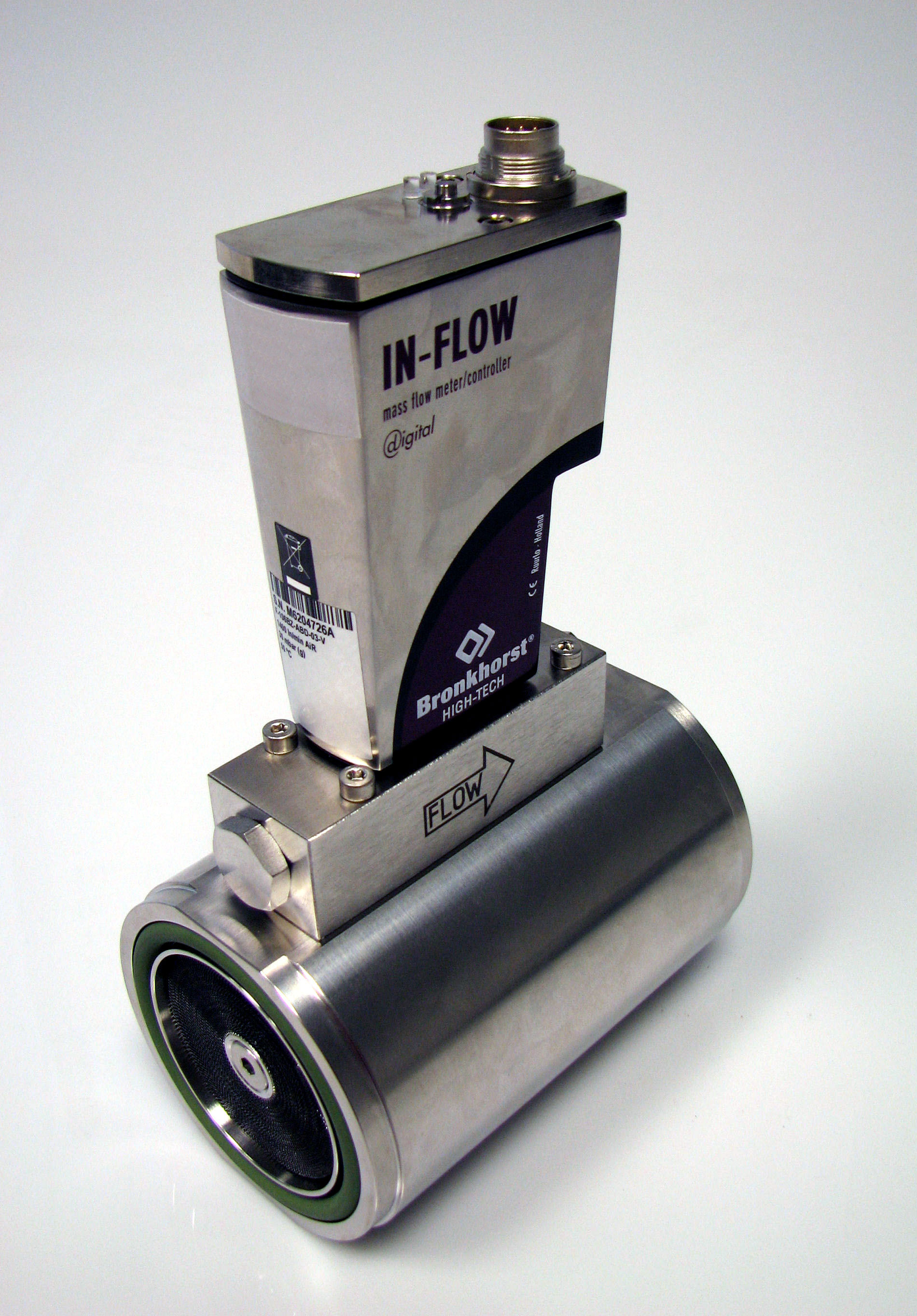
Luftmassenmesser für maximal 1400 l _{n} / min

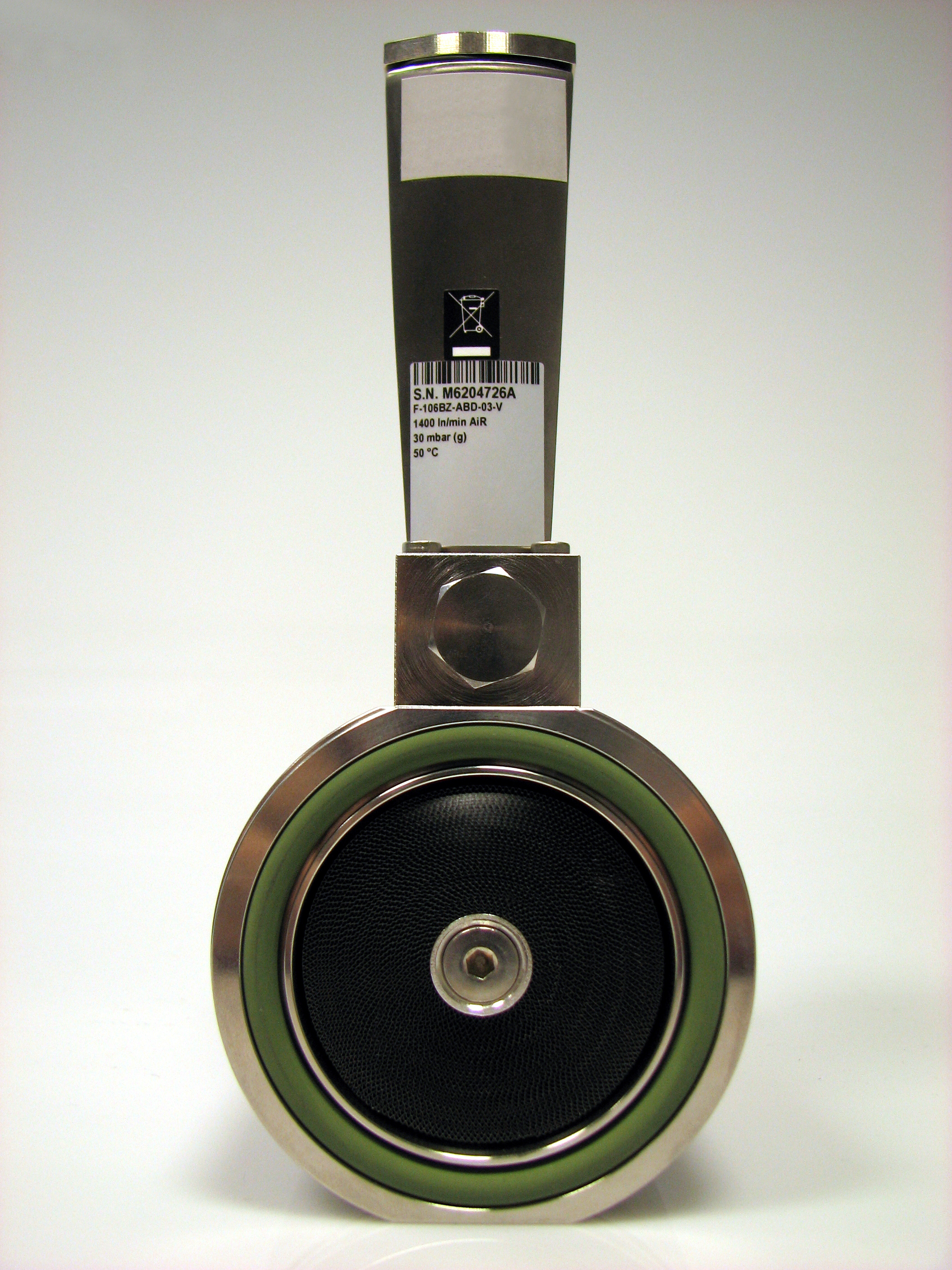
LMM, Einlassseite, Wabenstruktur zur Beruhigung der Luft

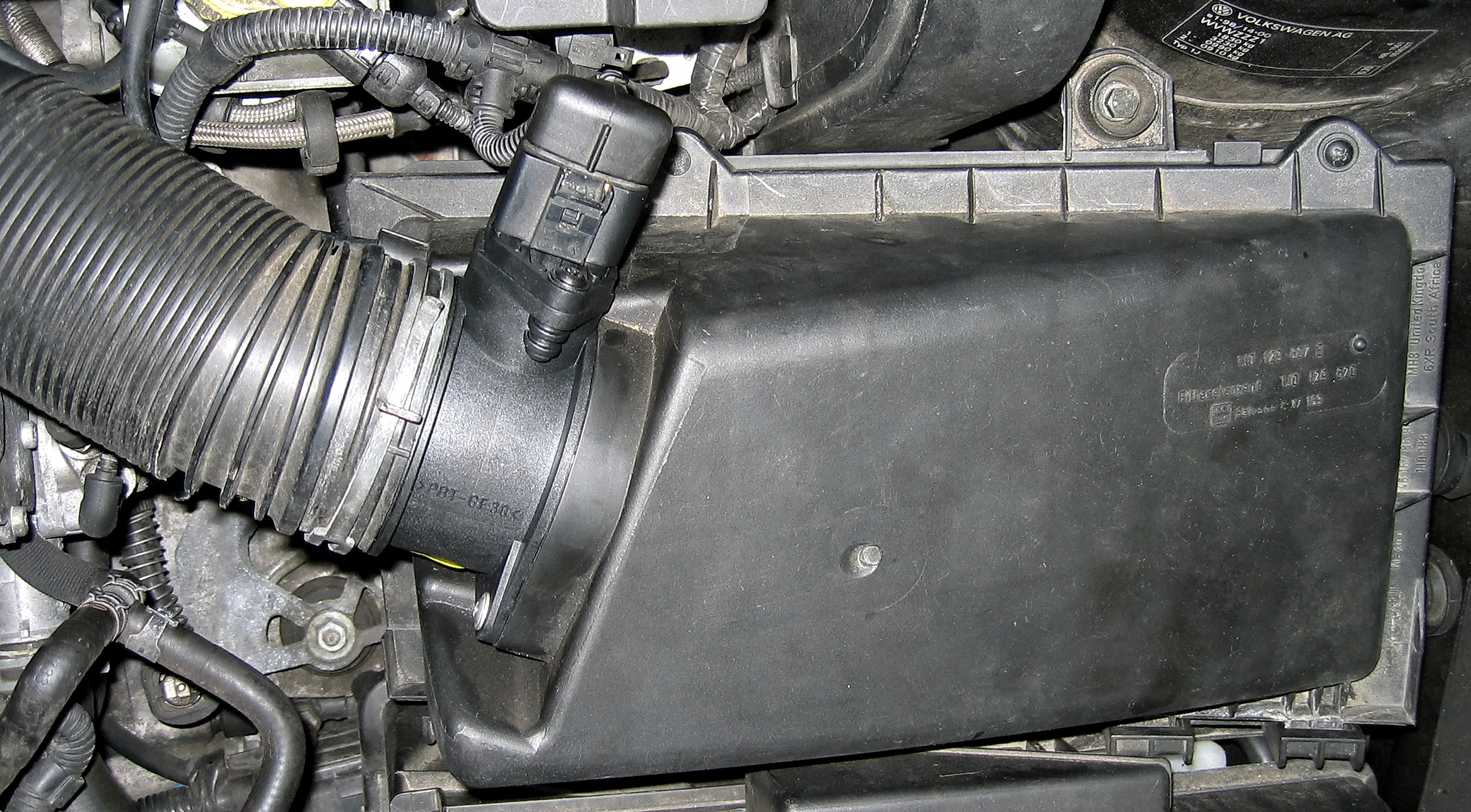
LMM in Golf4 TDI im Ansaugrohr hinter dem Luftfilterkasten

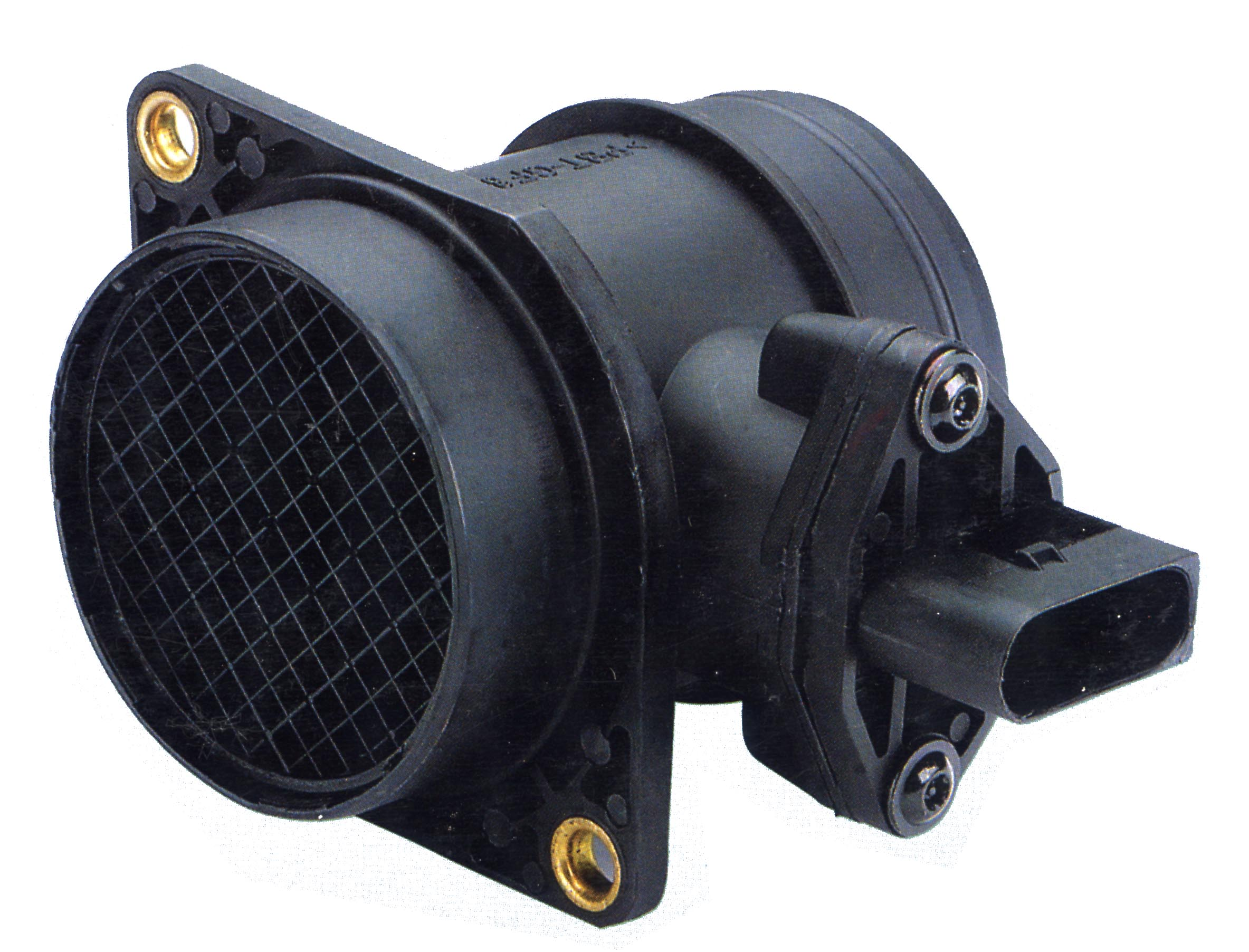
Luftmassenmesser im Gehäuse mit elektrischem Steckverbinder

Der LMM ist ein besonders in der Automobil-, Gasturbinen- und Brennwerttechnik verbreiteter Massenstromsensor, dessen Ausgangssignal meist in kg/h Luft oder ln/min (Liter Luft im Normzustand pro Minute) kalibriert ist. Er unterscheidet sich damit von einem Volumenstromsensor oder einem Anemometer, da er im Gegensatz zu diesem den auf den Normzustand der Luft bezogenen Volumenstrom bestimmt.
Die Messgröße Luftmassenstrom des Sensors wird u. a. bei Diesel- und Ottomotoren sowie Gasturbinen zur Regelung der eingespritzten Kraftstoffmenge verwendet. Erst mit dem Wissen um die exakte Luftmasse kann das für den Verbrennungsprozess entscheidende Verhältnis zwischen Luft- und Kraftstoffmasse genau eingestellt werden (Lambda=1).
Bei Dieselmotoren liefert er zudem eine Stellgröße für die Abgasrückführung.
Viele u. a. in Kraftfahrzeugen eingesetzte Sensoren arbeiten heute nach dem Prinzip eines Hitzdrahtanemometers (auch Heißfilm-Luftmassenmesser genannt, Abkürzung: HFM) mit Kennlinienkorrektur:
Die Leistungsaufnahme erhitzter Sensorelemente dient dabei als Messgröße. Zwei unterschiedlich bestromte Heizelemente werden auf einer festgelegten Temperatur gehalten, und die dafür notwendige elektrische Leistung wird gemessen. Mit zunehmendem Luftmassenstrom steigt daher die elektrische Leistungsaufnahme des Sensors. Die integrierte Elektronik rechnet die Werte u. a. anhand der Temperatur der Luft über ein Kennfeld in einen Massenstrom um.
Ein weiteres Verfahren bestimmt die Temperatur, den Druck und die Strömungsgeschwindigkeit der Luft/des Gases und errechnet daraus über die adiabatische Zustandsgleichung den Massenstrom. Dieser als Karman-Vortex-Luftmassenmesser bezeichnete LMM bestimmt die Strömungsgeschwindigkeit mittels Ultraschall-Doppler-Anemometrie quer zu dem zu diesem Zweck verwirbelten Luftstrom. Dazu müssen keine Teile des Sensors in das Ansaugrohr ragen; dieses Verfahren ist daher sehr zuverlässig.
Vielversprechend sind auch mikromechanisch aufgebaute Luftmassensensoren. Diese sind jedoch empfindlicher gegenüber Verschmutzungen und haben daher kürzere Standzeiten.

## Begriffsunterscheidung und historische Entwicklung
Der LMM wird häufig mit dem älteren „Luftmengenmesser“ verwechselt, welcher dieselbe Funktion hat. Bei diesen Gebern drückt z. B. die angesaugte Luft eine Stauklappe auf, die mit einem Potentiometer verbunden ist. Je nach Durchflussmenge ändert sich der elektrische Widerstand des Potentiometers. Der Widerstandswert dient dem Motorsteuergerät zur Ermittlung der Ansaugluftmenge. Diese Luftmengenmesser wurden z. B. bei der KE-Jetronic verwendet. Die Messung der Luftmenge in Form des Volumens berücksichtigt nicht die Temperatur-, Druck- und Feuchtigkeitsabhängigkeit der durchströmenden Luft. Außerdem ist sie auf Grund der mechanischen Toleranzen ungenau. Dies resultiert in einer weniger präzisen Steuerung der Kraftstoffmenge.
Turbodieselmotoren wurden zur Steuerung der maximalen Einspritzmenge mit einer direkt auf mechanischem Wege auf die Einspritzpumpe wirkende Druckmessdose ausgestattet. Als Stellgröße diente eine Leitung, die den drehzahlabhängigen Unterdruck zwischen Luftfilter und Ladeturbine abgriff.

## Bauweise in PKW

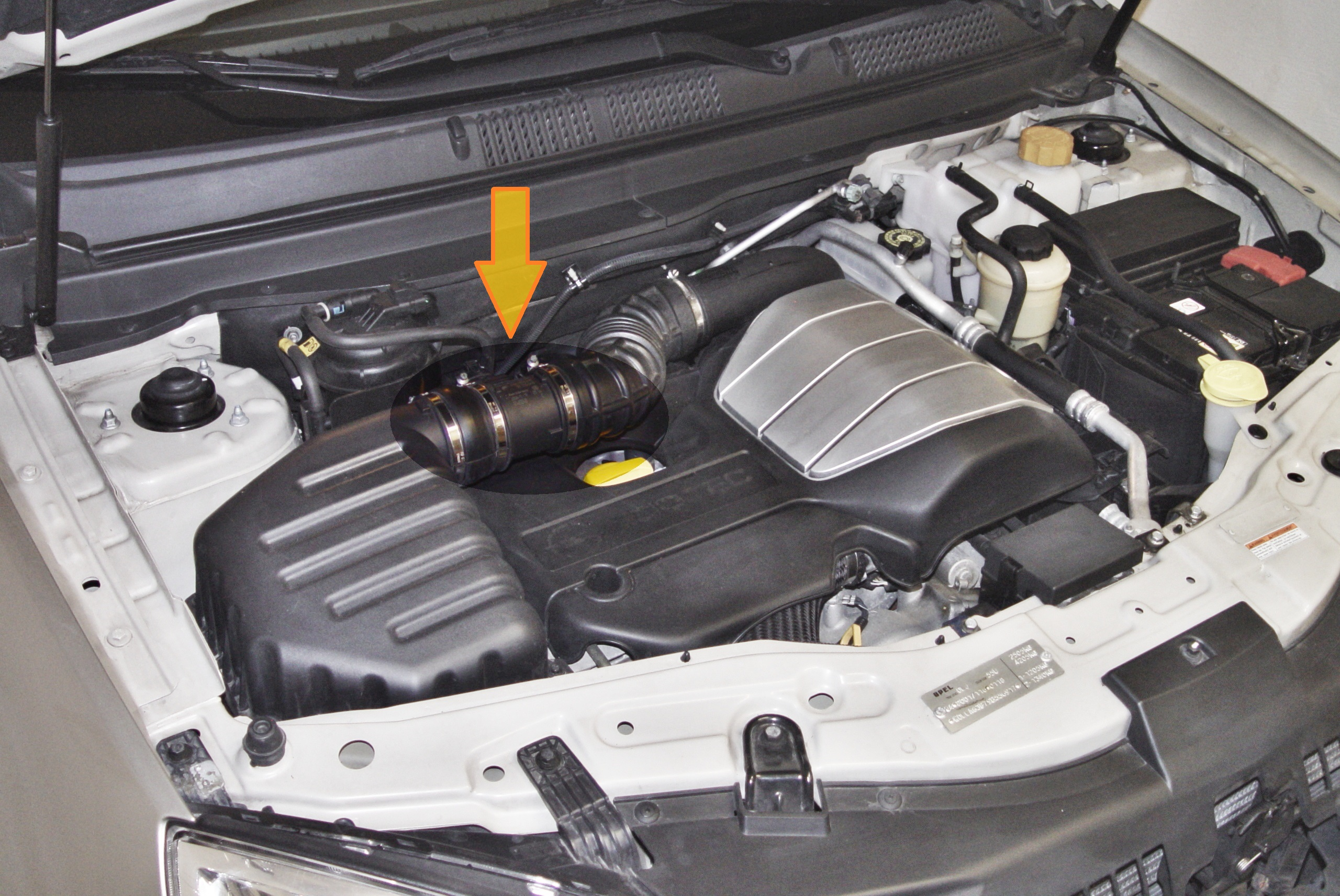
Bosch LMM im Motorraum positioniert (Opel Antara 2.0 CDTI)

Der LMM hat große Bedeutung für das Motormanagement, ist jedoch nur ein vergleichsweise kleines Bauteil.
Im Bild rechts oben handelt es sich um den LMM eines PKW-Dieselmotors (VAG, Baujahr 1995–2003). Der Sensor selbst befindet sich im Inneren des Ansaugrohres. Er ist an einem 50 mm langen Arm befestigt, der ihn mittig im Luftstrom des Ansaugrohres hält. Dieser Arm wird bei Montage durch eine Passung in das Ansaugrohr eingesetzt und an diesem verschraubt. Eine Dichtung verhindert Nebenluft. Die elektrischen Kontakte werden über einen Einbaustecker (rechts) hergestellt.
Eine weitere im KFZ eingesetzte Bauweise ist der bereits genannte Karman-Vortex-Luftmassenmesser, der besonders von japanischen Automobilherstellern bereits seit Beginn der 1980er Jahre eingesetzt wird. Er besitzt eingangs zumeist ein Wabengitter, das die Luft für die folgende Messstrecke beruhigt. In einem definierten Ausschnitt des gerichteten Luftstroms befindet sich eine Ultraschall-Messstrecke mit einer oder mehreren Barrieren, die die angesaugte Luft nach einem bestimmten Muster verwirbeln. Die Ultraschallsensoren erfassen das Geräuschmuster, wodurch der exakte Luft-Volumenstrom erfasst werden kann. Ergänzt durch einen Temperaturfühler und einen Drucksensor wird die aktuell durchgesetzte Luftmasse ermittelt.

## Wirkungsweise thermischer LMM
Der LMM-Geber ist bei Fahrzeug-Verbrennungsmotoren üblicherweise hinter dem Luftfilter im Ansaugrohr positioniert, um die pro Zeitspanne zur Verbrennung zur Verfügung stehende molare Masse der Luft zu bestimmen.
Übliche Sensoren arbeiten thermisch nach dem Prinzip eines Hitzdrahtanemometers; innerhalb des Sensors befinden sich zwei durch elektrischen Strom beheizte Platindrähte oder -schichtwiderstände. Einer wird direkt von der vorbei strömenden Luft gekühlt, der andere befindet sich abgeschirmt.
Durch den elektrischen Stromfluss erhitzen sich beide Widerstandselemente, die vorbei strömende Ansaugluft kühlt das nicht abgeschirmte Heizelement jedoch stärker als das von der Ansaugluft abgeschirmte. Dieses heizt sich daher stärker auf und wird dadurch hochohmiger.

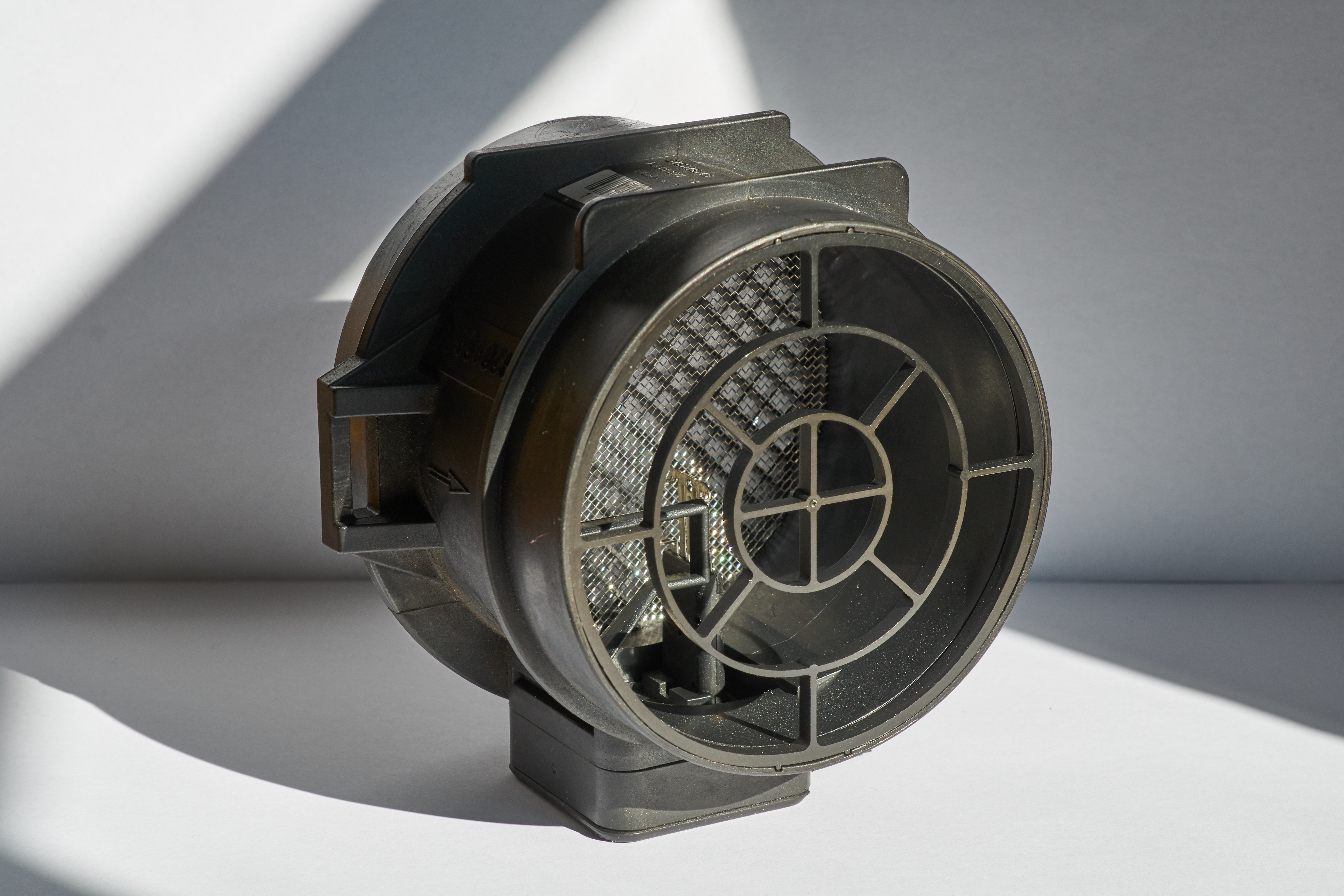
Heißfilm-Luftmassenmesser

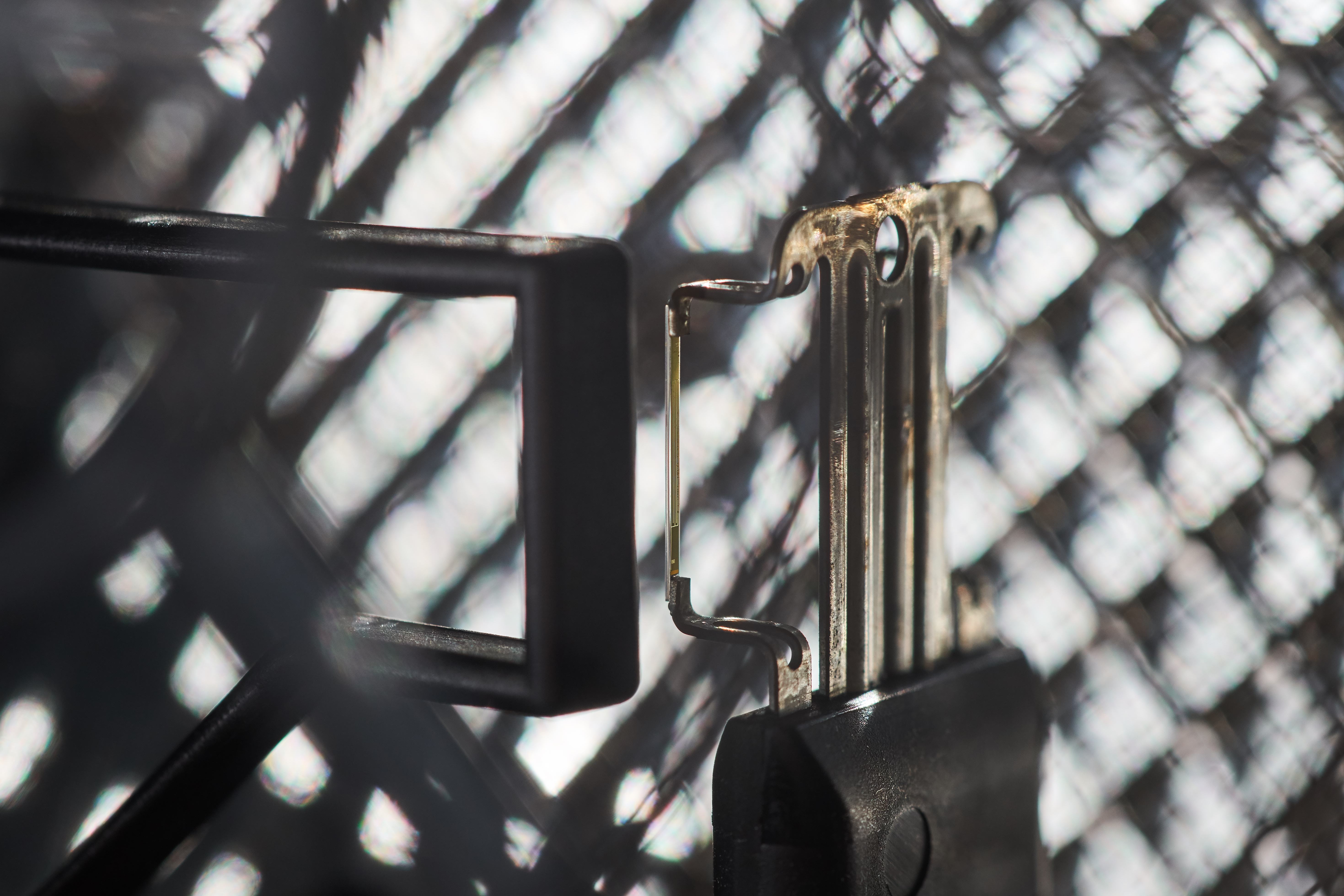
Detail des Sensorelements (Schichtwiderstand)

Aus den Widerstandswerten der beiden Heizelemente und deren Differenz lassen sich mittels eines Kennfeldes unter Einbeziehung weiterer Motorkenndaten folgende Werte ableiten:
- Temperatur der Ansaugluft
- Luftfeuchtigkeit der Ansaugluft
- Massestrom der Ansaugluft (molare Masse pro Zeit)

Nach Passieren des LMM wird die Ansaugluft je nach Art des Motors entweder über die Motoraufladung (Turbolader oder Kompressor)
oder direkt über die Ansaugrohre dem Verbrennungsmotor zugeführt.

## Bedeutung für die Motorsteuerung
Das Motormanagement moderner Diesel- und Ottomotoren in Kraftfahrzeugen erfordert die Bestimmung der pro Zylinderfüllung zur Verfügung stehenden molaren Luft- bzw. Sauerstoffmasse, um die maximal einzuspritzende bzw. zuzumischende Kraftstoffmenge zu ermitteln. Der Massestrom ist nicht nur von der Motordrehzahl abhängig, sondern auch von der Motortemperatur, der Lufttemperatur und vom Umgebungs-Luftdruck.
Weiterhin hat der autonom arbeitende Abgasturbolader einen starken Einfluss auf die angesaugte Luftmenge, da er vom Abgas angetrieben wird und somit einige Zeit zum Hochlaufen und Abtouren braucht. Seine Fördermenge ist nicht nur abhängig von der Motordrehzahl, sondern auch von der Belastung des Motors.
Eine geregelte Abgasreinigung (Katalysator) erfordert eine Sauerstoffsonde (Lambdasonde) und/oder einen LMM, so dass heutzutage in nahezu allen Kraftfahrzeugen mit Schadstoffreduktion – gleich, ob Benziner oder Diesel – ein LMM zum Einsatz kommt.
In Kraftfahrzeugen älteren Baudatums wurden noch mechanische Luftmengenmesser eingesetzt. Bei Turbodieselmotoren (u. a. Golf II) erfolgte das z. B. durch eine (Unter)druckmessung zwischen Luftfilter und Turbolader.

## Ausfall/Defekt
Bei Ausfall des LMM muss die Motorsteuerung diesen Defekt erkennen. Das erfolgt anhand von unplausiblen Messwerten, welche dann ein sogenanntes Notlaufprogramm aktivieren. Zweck ist,
- den Motor vor Überlastung zu schützen
- die Umwelt vor unnötiger Belastung zu bewahren
- den Fahrer mittels Motorkontrollleuchte („Check Engine“) der On-Board-Diagnose (OBD) und der möglicherweise reduzierten Motorleistung zum Werkstattbesuch zu motivieren.

Ausfälle des LMM können unter anderem durch folgende Ereignisse gefördert werden:
- Durchschlag von Gischt-Wasser durch den Luftfilter bei schneller Fahrt im Starkregen
- Zurückströmen von Öldämpfen aus der Kurbelgehäuseentlüftung kurz nach dem Abstellen des Motors
- Undichtheiten auf der Reinluftseite vor dem LMM, wodurch der LMM von Sand und sonstigen Partikeln beschädigt wird (Luftfilter)
- üblicher Verschleiß nach langer Laufzeit

Diese Ereignisse führen längerfristig zu Funktionsbeeinträchtigungen, da sich Fremdstoffe auf dem Messelement absetzen. In der Praxis misst der LMM dann eine zu geringe angesaugte Luftmasse. Da diese eine Hauptsteuergröße für die Berechnung der Einspritzmenge ist, wird weniger Kraftstoff eingespritzt und die Motorleistung sinkt.
Zeitweise geringfügig inkorrekte LMM-Messwerte führen zu vielfältigen Symptomen, die von Fahrer und Werkstatt nicht immer einfach zuzuordnen sind. Da geringfügige LMM-Defekte seitens der Motorelektronik nicht zwangsläufig im Fehlerspeicher protokolliert werden und somit für die Werkstatt nicht über den Diagnose-Stecker abrufbar sind, konnten LMM-Defekte seitens einiger Kfz-Betriebe zu Beginn der Motorengeneration mit Abgasregelung nach OBD2/Euro2/Euro3-Norm erst nach aufwendiger Fehleranalyse lokalisiert werden.
Indikatoren für eine beeinträchtigte Funktion sind vor allem bei Dieselmotoren verminderte Leistungen im mittleren Drehzahlbereich. Diese so genannten „Durchzugslöcher“ zeigen sich bei voller Beschleunigung vor allem im Bereich des maximalen Drehmomentes, welche oft als fühlbar ungleichmäßige Beschleunigung im dritten Gang beschrieben wird, die Maximalleistung bei Nenndrehzahl (und damit die Endgeschwindigkeit) wird nur selten beeinträchtigt. Darüber hinaus kann eine so genannte „Wetterfühligkeit“ des Motors („läuft bei Nässe deutlich schlechter“) auftreten.
Einige PKW-Ottomotoren beginnen bei nicht plausiblem Signal zuweilen zu „sägen“, d. h. die Drehzahl steigt im Standgas in Sekundentakt an und fällt wieder ab. Aber auch Zündaussetzer in Verbindung mit schlechter Gasannahme und „Patschen“ ins Saugrohr können ein Indiz für einen defekten LMM sein. Bei manchen Fahrzeugen ist es möglich, durch Trennen der elektrischen Steckverbindung den LMM zu identifizieren. Das Motormanagement erkennt die Unterbrechung und anhand abgespeicherter Kennfelder kann es aus Motordrehzahl, Drosselklappenwinkel, Ansauglufttemperatur, Luftdruck und Ladedruck annähernd die angesaugte Luftmasse berechnen. Das führt dazu, dass das Fahrzeug besser läuft als mit angestecktem defektem LMM. Das funktioniert aber nur bei Fahrzeugen, deren Motormanagementsystem auf diesen erkannten Fehler nicht mit einem Notlaufprogramm reagiert.

## Selbstreinigung
LMM, die nach dem Prinzip des Hitzdrahtanemometers arbeiten, werden in PKW nach dem Abstellen (nicht nach jedem) der Zündung freigebrannt. Dazu wird der Hitzdraht kurzzeitig auf ca. 1000 °C erhitzt, wodurch die Schmutzteilchen abgedampft werden.